# Delia Córdova
Delia Córdova Uribe (ur. 30 stycznia 1953 w Chancay, zm. 1 stycznia 2016 tamże) – peruwiańska siatkarka. Reprezentantka kraju na igrzyskach olimpijskich w Montrealu. Srebrna medalistka igrzysk panamerykańskich w 1975 i 1979. Mistrzyni Ameryki Południowej. Po zakończeniu kariery zawodniczej poświęciła się rozwijaniu umiejętności sportowych u dzieci. Była również radną w dystrykcie Torres Málaga, zajmującą się sportem. Zmarła na raka przełyku. Wyszła za mąż za Césara Cáceresa.